# 1987年全豪オープン
1987年 全豪オープン（1987ねんぜんごうオープン、Australian Open 1987）は、オーストラリア・メルボルンにある「クーヨン・テニスクラブ」にて、1987年1月12日から25日にかけて開催された。

## 大会の流れ
- 大会会場はメルボルン市内にある「クーヨン・テニスクラブ」の芝生コートで開催され、本年度がこの地で行われた最後の大会となった。翌1988年以降は、新会場の「メルボルン・パーク・ナショナルテニスセンター」に移転することが決定した。
- この大会以降は、全豪オープンテニスの開催時期は1月後半に定着した。
- 女子シングルスが7回戦制になり、前回（1985年大会）までの6回戦制から、1ラウンド拡大された。ただし出場選手は「96名」で、シード選手16名を含む32名の上位選手は「1回戦不戦勝」（抽選表では“Bye”と表示）があった。当時の男子シングルスも、96名の選手による7回戦制で実施されていた。
- この大会から、混合ダブルス部門が18年ぶりに復活した。1970年から1985年までは、全豪オープンで混合ダブルス競技は実施されなかった。

## シード選手

### 男子シングルス
1. イワン・レンドル　（ベスト4）
2. ボリス・ベッカー　（4回戦）
3. ヤニック・ノア　（ベスト8）
4. ステファン・エドベリ　（優勝、大会2連覇）
5. アンリ・ルコント　（3回戦）
6. ミロスラフ・メチージュ　（ベスト8）
7. ブラッド・ギルバート　（3回戦）
8. ケビン・カレン　（3回戦）
9. アンダース・ヤリード　（ベスト8）
10. ヨハン・クリーク　（2回戦＝初戦）
11. パット・キャッシュ　（準優勝）
12. ミラン・シュレイバー　（2回戦＝初戦）
13. ロバート・セグソ　（4回戦）
14. ティム・ウィルキソン　（4回戦）
15. ヤコブ・ラセク　（2回戦＝初戦）
16. ラメシュ・クリシュナン　（3回戦）

### 女子シングルス
1. マルチナ・ナブラチロワ　（準優勝）
2. ハナ・マンドリコワ　（優勝、7年ぶり2度目）
3. パム・シュライバー　（ベスト8）
4. ヘレナ・スコバ　（4回戦）
5. クラウディア・コーデ＝キルシュ　（ベスト4）
6. マニュエラ・マレーバ　（4回戦）
7. ジーナ・ガリソン　（ベスト8）
8. ロリ・マクニール　（ベスト8）
9. ロビン・ホワイト　（3回戦）
10. カタリナ・リンドクイスト　（ベスト4）
11. ウェンディ・ターンブル　（4回戦）
12. カーリン・バセット　（4回戦）
13. テリー・フェルプス　（2回戦＝初戦）
14. ジョー・デュリー　（4回戦）
15. ダイアン・フロムホルツ　（3回戦）
16. ロザリン・フェアバンク　（2回戦＝初戦）

## 大会経過

### 男子シングルス
準々決勝
- イワン・レンドル vs.  アンダース・ヤリード　7-6, 6-1, 6-3
- パット・キャッシュ vs.  ヤニック・ノア　6-4, 6-2, 2-6, 6-0
- ステファン・エドベリ vs.  ミロスラフ・メチージュ　6-1, 6-4, 6-4
- ウォリー・マスー vs.  ケリー・エバーンデン　6-3, 7-5, 6-4

準決勝
- パット・キャッシュ vs.  イワン・レンドル　7-6, 5-7, 7-6, 6-4
- ステファン・エドベリ vs.  ウォリー・マスー　6-2, 6-4, 7-6

### 女子シングルス
準々決勝
- マルチナ・ナブラチロワ vs.  ジーナ・ガリソン　6-0, 6-3
- カタリナ・リンドクイスト vs.  パム・シュライバー　6-3, 6-1
- クラウディア・コーデ＝キルシュ vs.  エリザベス・スマイリー　7-6, 4-6, 6-2
- ハナ・マンドリコワ vs.  ロリ・マクニール　6-0, 6-0

準決勝
- マルチナ・ナブラチロワ vs.  カタリナ・リンドクイスト　6-3, 6-2
- ハナ・マンドリコワ vs.  クラウディア・コーデ＝キルシュ　6-1, 0-6, 6-3

## 決勝戦の結果
男子シングルス
- ステファン・エドベリ vs.  パット・キャッシュ　6-3, 6-4, 3-6, 5-7, 6-3

女子シングルス
- ハナ・マンドリコワ vs.  マルチナ・ナブラチロワ　7-5, 7-6

男子ダブルス
- ステファン・エドベリ＆ アンダース・ヤリード vs.  ピーター・ドゥーハン＆ ローリー・ウォーダー　6-4, 6-4, 7-6

女子ダブルス
- マルチナ・ナブラチロワ＆ パム・シュライバー vs.  ジーナ・ガリソン＆ ロリ・マクニール　6-1, 6-0

混合ダブルス
- シャーウッド・スチュワート＆ ジーナ・ガリソン vs.  アンドリュー・キャッスル＆ アン・ホッブズ　3-6, 7-5, 6-3